# 詹嘉路
詹嘉路（Carole James，1957年—），加拿大政治人物，2003年-11年間曾任卑詩新民主黨黨魁，2005年-20年間擔任卑詩省議會維多利亞—燈塔山選區議員，2017年-20年間則為第14任卑詩省副省長及該省財政廳長。

## 背景
詹嘉路於英國柴郡達金菲爾德出生，年幼時跟隨母親遷居加拿大薩斯喀徹溫省。她妹妹出生後父母離異，詹嘉路與妹妹被送到沙省北貝特爾福德由家屬照顧，母親則在攻讀教育學位。她於1962年跟隨家人遷居卑詩省首府維多利亞，中學畢業後與第一任丈夫一起在亞伯達省和卑詩省的智障人士服務機構工作，兩人育有兩名子女。
她表示研究家族歷史時發現父親具有梅蒂人血統。她與第一任丈夫離異後，於2004年與原住民藝術家傑羅（Albert Gerow）結婚。2006年她公開確患子宮癌，進行手術和放射性治療後康復。

## 早期事業
詹嘉路於1990年當選大維多利亞教育局學務委員，2001年卸任，期間曾七度出任該局主席。她亦從1995年起五度出任卑詩學務委員協會（B.C. School Trustees Association）總裁，並曾任加拿大教育局協會（Canadian School Boards Association）副總裁。1999年至2001年間她亦任職卑詩省政府兒童護理政策總監。
1997年，卑詩新民主黨省政府提出將省内79個地區教育局削減至37個，招來詹嘉路批評。她最終促使省政府接受折衷方案，將教育局總數削減至59個。她的政治實力受到該黨注意，而她亦贏取該黨的2001年省選維多利亞—燈塔山選區候選人資格。受連串醜聞影響，新民主黨在該屆省選大敗，但初涉省政的詹嘉路仍只以35票之差僅敗予自由黨候選人。選後她遷至喬治王子城，供職當地原住民機構。

## 從政

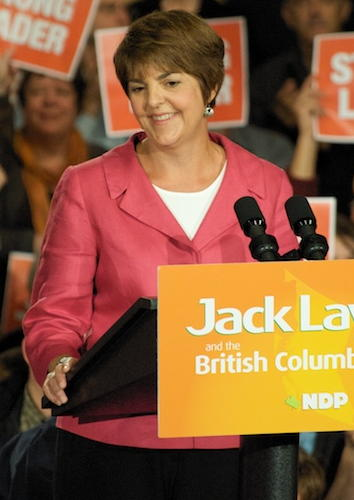
2008年的詹嘉路

新民主黨在2001年省選後元氣大傷，在省議會僅餘兩席。黨魁杜新志遂告請辭，詹嘉路亦決意競逐該職。在2003年11月舉行的黨魁選舉中，她在第二輪投票贏取過半數選票，壓倒高樂等人當選。2005年省選，她再度競逐維多利亞—燈塔山選區議席，並以57%得票率首度當選該區省議員。在她領導下，新民主黨在該屆省選贏取33席，得票率則達41%，較上屆省選增加19個百分點。她後於2009年、2013年和2017年省選皆連任該選區省議員。
2010年12月1日，卑詩新民主黨資深黨員關慧貞公開要求詹嘉路辭任黨魁，並呼籲該黨立刻舉行黨魁選舉。關氏批評詹嘉路的領導方式偏離民主，決策事情之前經常沒有咨詢黨團，導致部分黨員遭邊緣化，甚至要靠傳媒才得知黨魁的重大決定。此外當時執政黨卑詩自由黨民望因合併銷售稅風波而插水式下跌，但作為反對黨的新民主黨及其黨魁詹嘉路的民望卻未有因此受惠而相應上升，關慧貞就此歸疚於詹嘉路的優柔寡斷和領導無方。當時詹嘉路和其支持者皆否認所有控訴並拒絕辭職，詹嘉路並計劃於同月5日召開緊急黨團會議。然而情況在數日内急轉直下，詹嘉路並於同月6日宣布辭職，但留任至白瞳恩於2011年1月就任臨時黨魁為止。
詹嘉路辭任黨魁後繼續出任省議員，在下任黨魁狄德安的影子內閣中出任兒童及家庭發展評議員。賀謹接替狄德安出任黨魁後，委派詹嘉路出任新民主黨財政評議員。
2017年省選後，新民主黨在卑詩綠黨支持下籌組少數政府。連任省議員的詹嘉路獲新任省長賀謹委任入閣為副省長及省財政廳長，同年7月18日宣誓就任。2020年3月，她公布自己確患帕金遜症，因此不會競逐來屆省選。省選於同年10月舉行後，她亦卸任議員和內閣職務，但從同年11月起以年薪一元出任省長賀謹的特別顧問，為期五年。

## 外部連結
- （英文）卑詩省議會網站 詹嘉路議員簡介 （页面存档备份，存于）